# 2008-as Iowa Corn Indy 250
A 2008-as Iowa Corn Indy 250 a nyolcadik verseny a 2008-as IndyCar Series szezonban, a versenyt 2008. június 22-én rendezték meg a 0.894 mérföldes (1.439 km) Iowa Speedway-en a Newton államban található Iowa-ban. A rajt után Hélio Castroneves vette át a vezetést Scott Dixon-tól és Tony Kanaan is hamar feljött a második pozícióba. A következő 10-15 körben Castroneves és Kanaan küzdött a vezetőhelyért. Kanaan a 16. körben került az élre hosszabb ideig és hamar egy másodpercesre nyújtotta az előnyét. A 39. körben Ed Carpenter a kettes kanyarnál a falat súrolta. Az élen állók ekkor kimentek a boxba kiállásra. Az 51. körben engedték el a mezőnyt és Castroneves vette át a vezetést. Jaime Camara autója erőtlenül állt meg a pályán a 106. körben és sárgazászlós szakasz következett. A boxkiállások után Kanaan vezetett Dan Wheldon és Marco Andretti előtt. Az újraindítást követően Wheldon megcsúszott és nyolcadiknak esett vissza.
A 157. körben Mario Moraes kicsúszott és megint sárgazászlózni kellett a pályán és az élenállók kimentek boxkiállásra. John Andretti boxkiállása nagyon rosszul sikerült és az utolsó helyre esett vissza, pedig már hetedik helyre jött fel ezzel a legjobb helyen állt a Roth Racing autója a csapat történetében. A 170. körben történt újraindításkor Castroneves került az élre és tartotta a vezető pozíciót Enrique Bernoldi 188. körben történt kicsúszásáig. Ekkor az élenállók újabb boxkiállásra mentek ekkor Wheldon, Hideki Mutoh, and Danica Patrick került az élre mivel a pályán maradtak. Az újraindítást követően Moraes kicsúszott -a versenyen belül már másodszor, és a 202. körig sárgazászlóztak. A 212.körben Kanaan kicsúszott az 1-es kanyarban és feladni kényszerült a versenyt.
A 227. körben az újraindítást követően Marco Andretti és Dixon megelőzte Patrick-et ezzel a harmadik illetve negyedik helyre. Az utolsó 15 körben Mutoh és Marco Andretti battled harcolt a második pozícióért. A végén Wheldon nyerte a versenyt Mutoh és Marco Andretti előtt.

## Rajtfelállás
| Rajtsor | Belső ív | Belső ív         | Külső ív | Külső ív          |
| ------- | -------- | ---------------- | -------- | ----------------- |
| 1       | 9        | Scott Dixon      | 3        | Hélio Castroneves |
| 2       | 10       | Dan Wheldon      | 11       | Tony Kanaan       |
| 3       | 6        | Ryan Briscoe     | 7        | Danica Patrick    |
| 4       | 27       | Hideki Mutoh     | 26       | Marco Andretti    |
| 5       | 20       | Ed Carpenter     | 5        | Oriol Servià      |
| 6       | 8        | Will Power       | 4        | Vitor Meira       |
| 7       | 33       | E.J. Viso        | 17       | Ryan Hunter-Reay  |
| 8       | 15       | Buddy Rice       | 06       | Graham Rahal      |
| 9       | 36       | Enrique Bernoldi | 2        | A. J. Foyt IV     |
| 10      | 14       | Darren Manning   | 02       | Justin Wilson     |
| 11      | 34       | Jaime Camara     | 23       | Milka Duno        |
| 12      | 24       | John Andretti    | 19       | Mario Moraes      |

## Futam
| Pozíció                                             | #  | Versenyző            | Csapat                     | Futott kör | Idő/Kiesés oka | Rajthely | Élen | Pont |
| --------------------------------------------------- | -- | -------------------- | -------------------------- | ---------- | -------------- | -------- | ---- | ---- |
| 1.                                                  | 10 | Dan Wheldon          | Target Chip Ganassi        | 250        | 1:38:35.8923   | 3        | 61   | 50   |
| 2.                                                  | 27 | Hideki Mutoh (R)     | Andretti Green Racing      | 250        | +0.1430        | 7        | 0    | 40   |
| 3.                                                  | 26 | Marco Andretti       | Andretti Green Racing      | 250        | +0.9028        | 8        | 26   | 35   |
| 4.                                                  | 9  | Scott Dixon          | Target Chip Ganassi        | 250        | +1.2726        | 1        | 0    | 32   |
| 5.                                                  | 2  | A. J. Foyt IV        | Vision Racing              | 250        | +1.3564        | 18       | 0    | 30   |
| 6.                                                  | 7  | Danica Patrick       | Andretti Green Racing      | 250        | +1.9115        | 6        | 0    | 28   |
| 7.                                                  | 6  | Ryan Briscoe         | Team Penske                | 250        | +3.9780        | 5        | 0    | 26   |
| 8.                                                  | 17 | Ryan Hunter-Reay (R) | Rahal Letterman Racing     | 250        | +4.4488        | 14       | 0    | 24   |
| 9.                                                  | 8  | Will Power (R)       | KV Racing                  | 250        | +5.6158        | 11       | 0    | 22   |
| 10.                                                 | 06 | Graham Rahal         | Newman/Haas/Lanigan Racing | 250        | +7.7886        | 16       | 0    | 20   |
| 11.                                                 | 24 | John Andretti        | Roth Racing                | 250        | +8.4639        | 23       | 0    | 19   |
| 12.                                                 | 02 | Justin Wilson (R)    | Newman/Haas/Lanigan Racing | 250        | +8.7225        | 20       | 0    | 18   |
| 13.                                                 | 33 | E. J. Viso (R)       | HVM Racing                 | 250        | +12.5775       | 13       | 0    | 17   |
| 14.                                                 | 3  | Hélio Castroneves    | Team Penske                | 248        | +2 Kör         | 2        | 92   | 19   |
| 15.                                                 | 4  | Vitor Meira          | Panther Racing             | 248        | +2 Kör         | 12       | 0    | 15   |
| 16.                                                 | 5  | Oriol Servià (R)     | KV Racing                  | 247        | +3 Kör         | 10       | 0    | 14   |
| 17.                                                 | 36 | Enrique Bernoldi     | Conquest Racing            | 242        | +8 Kör         | 17       | 0    | 13   |
| 18.                                                 | 11 | Tony Kanaan          | Andretti Green Racing      | 211        | Vezetői hiba   | 4        | 71   | 12   |
| 19.                                                 | 19 | Mario Moraes (R)     | Dale Coyne Racing          | 192        | Vezetői hiba   | 24       | 0    | 12   |
| 20.                                                 | 34 | Jaime Camara (R)     | Conquest Racing            | 133        | Kiállt         | 21       | 0    | 12   |
| 21.                                                 | 14 | Darren Manning       | A. J. Foyt Enterprises     | 94         | Kiállt         | 19       | 0    | 12   |
| 22.                                                 | 15 | Buddy Rice           | Dreyer & Reinbold Racing   | 78         | Kiállt         | 15       | 0    | 12   |
| 23.                                                 | 20 | Ed Carpenter         | Vision Racing              | 38         | Vezetői hiba   | 9        | 0    | 12   |
| 24.                                                 | 23 | Milka Duno           | Dreyer & Reinbold Racing   | 26         | Kiállt         | 22       | 0    | 12   |
| 25.                                                 | 18 | Bruno Junqueira      | Dale Coyne Racing          | 0          | Nem indult     | 25       | 0    | 5    |
| 26.                                                 | 25 | Marty Roth           | Roth Racing                | 0          | Nem indult     | 26       | 0    | 5    |
| Átlagsebesség: 136.007 mph (218.882 km/h)           |    |                      |                            |            |                |          |      |      |
| Változások az élen: 9 alkalommal 4 versenyző között |    |                      |                            |            |                |          |      |      |